# Hypolycaena noctula
Hypolycaena noctula är en fjärilsart som beskrevs av Otto Staudinger 1888. Hypolycaena noctula ingår i släktet Hypolycaena och familjen juvelvingar. Inga underarter finns listade i Catalogue of Life.